# Roșu, Ilfov
Roșu este un sat în comuna Chiajna din județul Ilfov, Muntenia, România.
La sfârșitul secolului al XIX-lea, satul Roșu era reședința unei comune de sine stătătoare, formată din satele Roșu, Giulești, Crângași, Catanele și Boja, având în total 800 de locuitori și 179 de case. În comună funcționa o școală mixtă, o moară cu apă și 3 biserici (în Crângași, Giulești și Roșu). Înainte de 1925, satul Catanele a fost transferat comunei Chiajna, iar comuna Roșu a rămas formată din satele Roșu, Giulești-Țigănia și Puțul lui Crăciun, având 5168 de locuitori. În 1968, comuna a fost desființată, satul Roșu fiind arondat comunei Chiajna, iar celelalte sate devenind părți ale Bucureștiului.